# Опел Мока
„Опел Мока“ (Opel Mokka) е модел малки кросоувър SUV (сегмент S) на германския производител „Опел“, произвеждан в две последователни поколения от 2012 година насам.
Произвежда се от 2012 година, първоначално в завода на „Дженеръл Мотърс“ в Инчон, Южна Корея. Поради голямото търсене през 2014 година започва производство и в завода на „Опел“ в Сарагоса. За руския пазар моделът се сглобява за известно време в Калининград (2013 – 2015) и Минск (2015).
Във Великобритания „Опел Мока“ се продава под името „Воксхол Мока“, а в Америка и Азия – като „Буик Анкор“. Подобен на него е моделът „Шевролет Тракс“.
След купуването на марката „Опел“ от Груп ПСА през 2017 година е разработено второ поколение на модела, базирано на платформа на ПСА, чието производство започва през 2020 година във Франция.
| Опел Мока A             |                                         |
|                         |                                         |
| Произвеждан             | 2012 – 2019                             |
| Сглобяван в             | Инчон Сарагоса Калининград Минск        |
| Подобни                 | „Шевролет Тракс“                        |
| Дизайнер                | Карстен Енгенхайстер                    |
| Задвижване              |                                         |
| Двигател                | 1,4 – 1,8 l бензин 1,6 – 1,7 l дизел    |
| Мощност                 | 110 – 155 к.с. 81 – 114 kW              |
| Въртящ момент           | 178 – 300 N.m                           |
| Задвижване              | Предно 4 x 4                            |
| Скоростна кутия         | 5/6 степени ръчна 6 степени автоматична |
| Разход на гориво        | 6,0 – 7,1 l/100 km                      |
| Други характеристики    |                                         |
| Платформа               | „GM Gamma II“                           |
| Максимална скорост      | 170 – 196 km/h                          |
| Ускорение 0-100 km/h    | 12,5 – 9,7 s                            |
| Междуосие               | 2555 mm                                 |
| Дължина                 | 4278 mm                                 |
| Ширина                  | 1775 mm                                 |
| Височина                | 1646 mm                                 |
| Просвет                 | 157 mm                                  |
| Тегло                   | 1355 – 1504 kg                          |
| Опел Мока A в Общомедия |                                         |

| Опел Мока B             |                                                                                                   |
|                         |                                                                                                   |
| Произвеждан             | 2020 –                                                                                            |
| Сглобяван в             | Поаси                                                                                             |
| Подобни                 | „Де Ес 3 Кросбек“ „Пежо 2008 II“ „Ситроен C4 III“ „Джип Авенджър“ „Алфа Ромео Джуниър“ „Фиат 600“ |
| Задвижване              |                                                                                                   |
| Двигател                | 1,2 l бензин 1,5 l дизел 100 kW електрически                                                      |
| Мощност                 | 100 – 136 к.с. 74 – 100 kW                                                                        |
| Въртящ момент           | 205 – 260 N.m                                                                                     |
| Задвижване              | Предно                                                                                            |
| Скоростна кутия         | 6 степени ръчна 8 степени автоматична                                                             |
| Разход на гориво        | 4,5 – 4,8 l/100 km бензин 3,8 l/100 km дизел 17,8 kW.h/100 km електричество                       |
| Други характеристики    |                                                                                                   |
| Платформа               | „PSA CMP“                                                                                         |
| Максимална скорост      | 150 – 202 km/h                                                                                    |
| Ускорение 0-100 km/h    | 10,8 – 9,0 s                                                                                      |
| Междуосие               | 2557 mm                                                                                           |
| Дължина                 | 4151 mm                                                                                           |
| Ширина                  | 1791 mm                                                                                           |
| Височина                | 1531 mm                                                                                           |
| Тегло                   | 1270 – 1598 kg                                                                                    |
| Опел Мока B в Общомедия |                                                                                                   |